# Dinempheria brunnea
Dinempheria brunnea är en tvåvingeart som beskrevs av Loïc Matile 1979. Dinempheria brunnea ingår i släktet Dinempheria och familjen svampmyggor.
Artens utbredningsområde är Centralafrikanska republiken. Inga underarter finns listade i Catalogue of Life.